# Feldkirchen, Straubing-Bogen
Feldkirchen là một đô thị ở huyện Straubing-Bogen bang Bayern, Đức.